# Distrito de San Rafael de la Angostura
El distrito de San Rafael de la Angostura (en francés arrondissement de Saint-Raphaël; y en criollo haitiano: awondisman Sen Rafayèl) es una división administrativa haitiana, que está situada en el departamento de Norte.

## División territorial
Está formado por el reagrupamiento de cinco comunas:
- Dondon
- La Victoria
- Pignon
- Ranquitte
- San Rafael de la Angostura